# 白背麸杨
白背麸杨（学名：Rhus hypoleuca），又名裏白漆，是漆树科盐肤木属的植物。分布在台湾以及中国大陆的福建、广东、湖南等地，生长于海拔800米至1,500米的地区，多生于旷野疏林中，目前尚未由人工引种栽培。

## 种下等级
- Rhus hypoleuca Champ. ex Benth. var. barbata Z. X. Yu et Q. G. Zhang